# Praktparadisfågel
Praktparadisfågel (Diphyllodes magnificus) är en fågel i familjen paradisfåglar inom ordningen tättingar.

## Utbredning och systematik
Praktparadisfågel delas in i tre underarter:
- D. m. magnificus – förekommer på nordvästra Nya Guinea (Vogelkophalvön) samt på ön Salawati
- D. m. chrysopterus – förekommer på västra och centrala Nya Guinea samt ön Yapen
- D. m. hunsteini – förekommer i östra Papua Nya Guinea

### Släktestillhörighet
Prakt- och regnbågsparadisfågeln placerades tidigare tillsammans med kungsparadisfågeln i släktet Cicinnurus, och vissa, som IUCN, gör det fortfarande.

## Status och hot
Arten har ett stort utbredningsområde, men tros minska i antal, dock inte tillräckligt kraftigt för att den ska betraktas som hotad. Internationella naturvårdsunionen IUCN listar arten som livskraftig (LC).

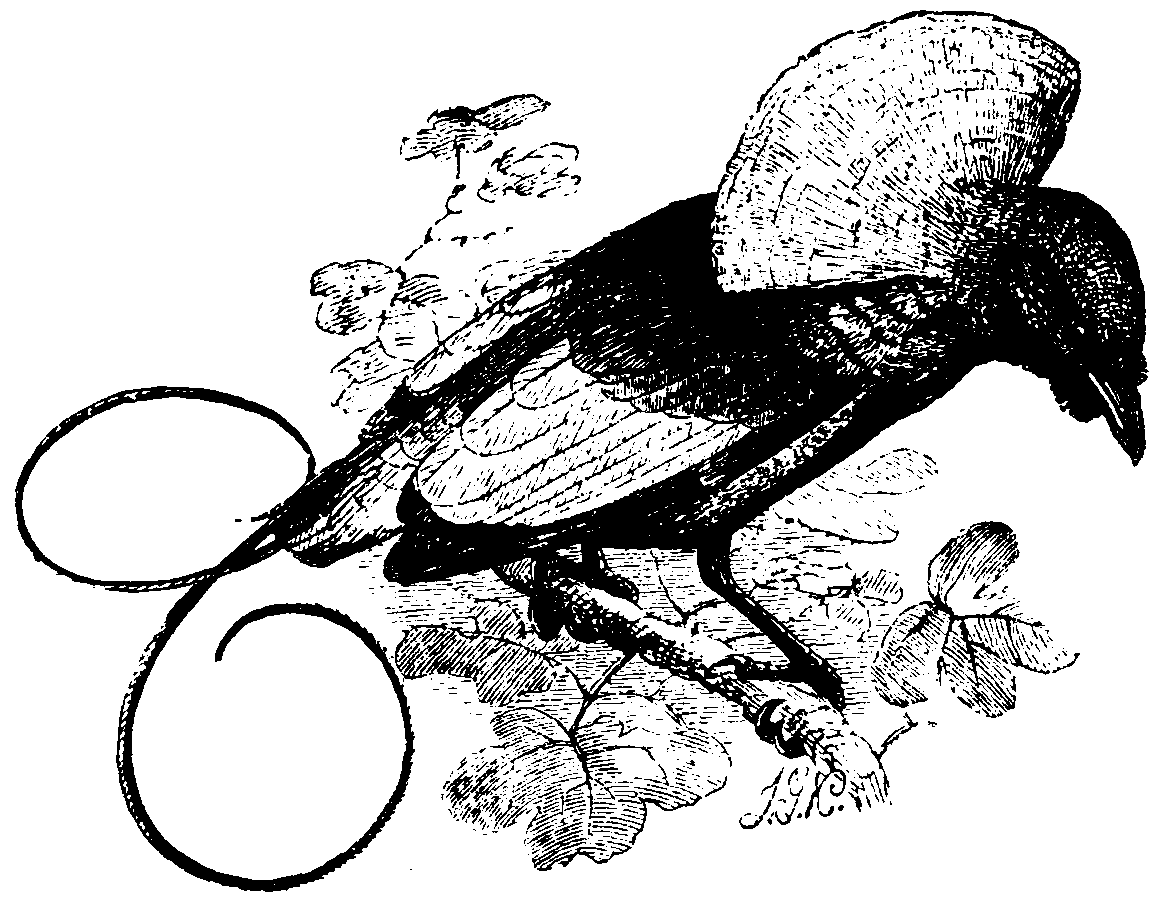